# نینجا گایدن
نینجا گایدن (به انگلیسی: Ninja Gaiden) یک مجموعه بازی ویدئویی به سبک سکوبازی و اکشن ماجرایی که توسط شرکت ژاپنی تکمو ساخته می‌شود. شخصیت اصلی در این سری یک سوپر نینجای افسانه‌ای به نام ریو هایابوسا است. این سری بازی ابتدا در ژاپن با نام نینجا ریوکندن (به ژاپنی: 忍者龍剣伝 Ninja Ryūkenden) شناخته می‌شد.